# Kasteel van Belœil
Het kasteel van Belœil is een kasteel in Belœil in de Belgische provincie Henegouwen. Het is sinds eeuwen de hoofdresidentie van de prinsen de Ligne.

## Geschiedenis
Het kasteel dateert uit de late middeleeuwen en is opgebouwd rondom een centrale erekoer.
In de 17de eeuw gaf de Prins de Ligne de opdracht het kasteel te verbouwen tot een barok symmetrisch kasteel . Kosten noch moeite werden gespaard om het naar Frans voorbeeld om te vormen. Het moest de macht en de status van de prins de Ligne versterken. De gracht en de waterpartijen werden gegraven in Franse stijl. Van 1773 tot 1775 werd er een Engelse tuin aangelegd, mogelijks de eerste in de Zuidelijke Nederlanden. Enkele jaren later wisten het kasteel en zijn eigenaars te ontsnappen aan de Franse Revolutie, waardoor het uitstekend bewaard bleef.
Het kasteel is bemeubeld met de prinselijke verzameling en bevat waardevolle kunstvoorwerpen uit de 15de tot en met de 19de eeuw. Vermeldenswaardig is de vermaarde bibliotheek met 20.000 boeken. Het kasteel huisvest schilderijen en portretten van Franse koningen en familie-erfgoed. Het interieur geeft een sfeervol beeld van de levenswijze van de hoogste adel. De salons werden actief bewoond tot de vorige eeuw.
Het kasteel werd tijdens de Tweede Wereldoorlog door Eugène II de Ligne gebruikt als opvangcentrum voor behoeftige kinderen. In totaal passeerden er 3.000 kinderen waaronder zeker 44 joden maar het kunnen er veel meer geweest zijn.
De familie de Ligne besliste om de salons open te stellen voor het publiek en met de inkomsten wordt het kasteel onderhouden en beheerd. Het kasteel wordt ter beschikking gesteld voor klassieke concerten of andere culturele evenementen.
Naast het kasteel is de grote Franse tuin aangelegd omringd door een vierkante gracht. Het park (25 hectare) is een voorbeeld van oude Franse tuinarchitectuur (1664) en Engelse tuinarchitectuur. De Franse tuin is te bezoeken, het Engelse gedeelte is privé. Vermeldenswaardig is de oude verzameling bomen en struiken.

## Galerij

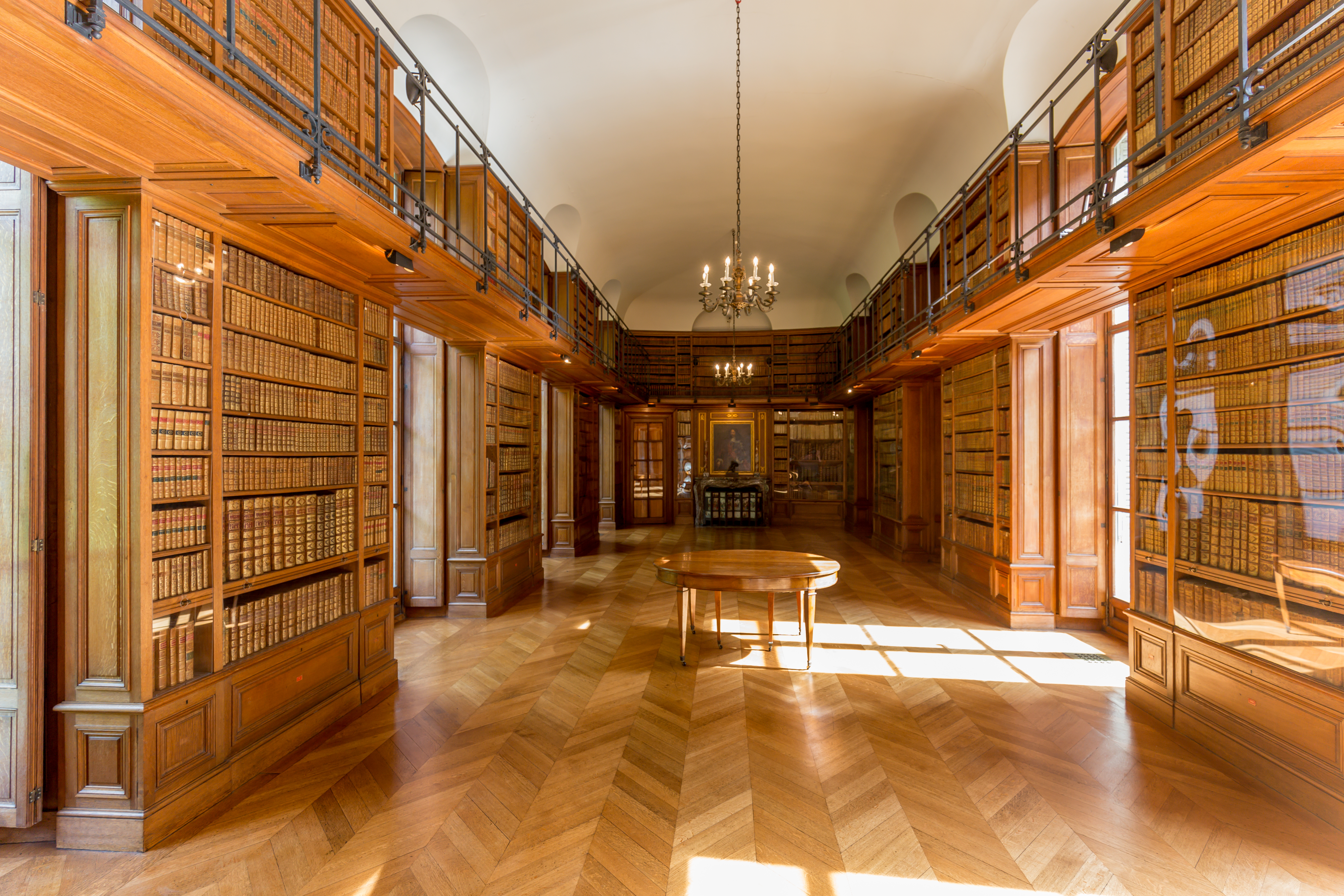
De bibliotheek
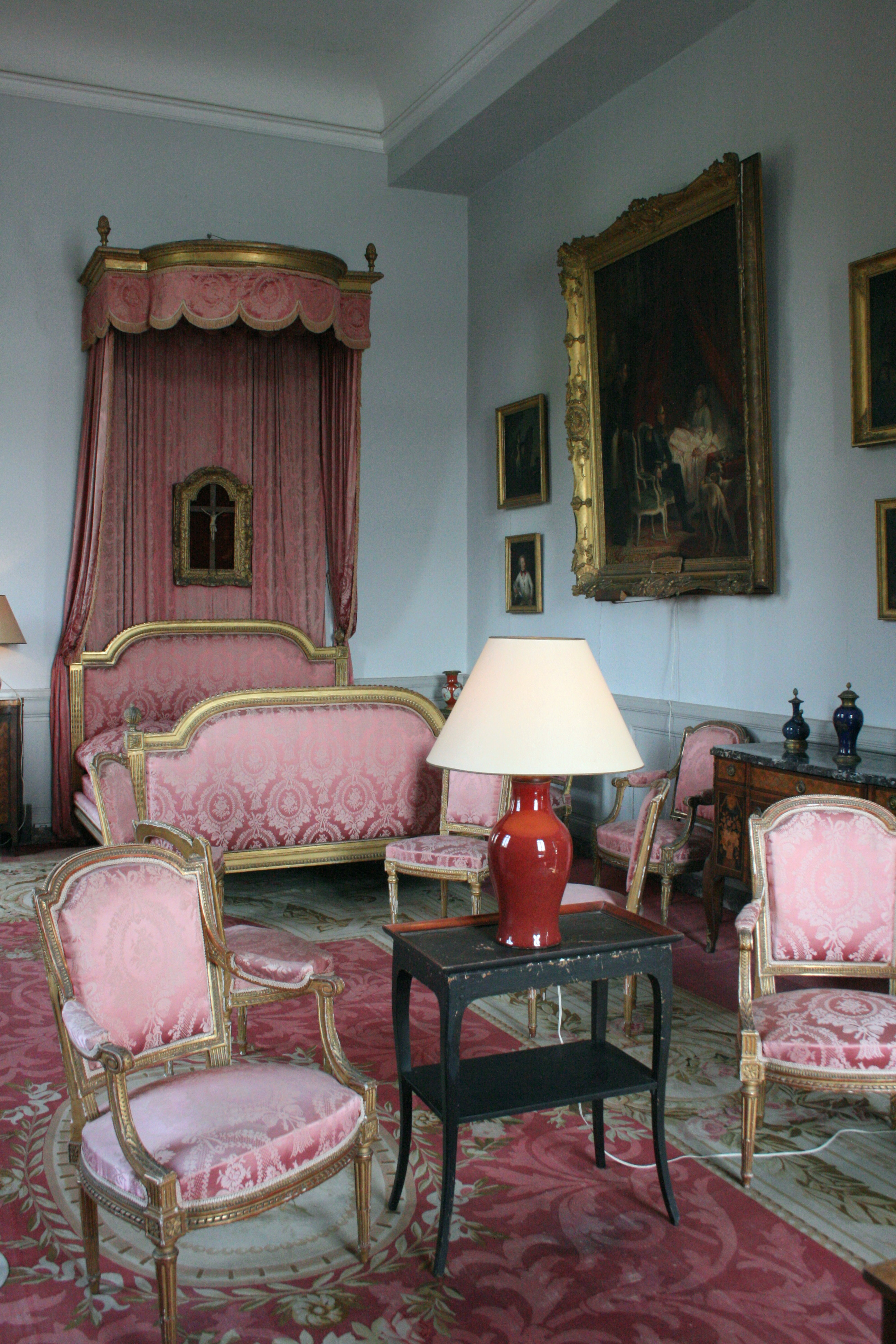
Slaapkamer van prins Charles-Joseph de Ligne (1735-1814)